# Хоенрода
Хоенрода (њем. Hohenroda) општина је у њемачкој савезној држави Хесен. Једно је од 20 општинских средишта округа Херсфелд-Ротенбург. Према процјени из 2010. у општини је живјело 3.334 становника. Посједује регионалну шифру (AGS) 6632010.

## Географски и демографски подаци
Хоенрода се налази у савезној држави Хесен у округу Херсфелд-Ротенбург. Општина се налази на надморској висини од 340 метара. Површина општине износи 35,7 km². У самом мјесту је, према процјени из 2010. године, живјело 3.334 становника. Просјечна густина становништва износи 93 становника/km².